# شورابه ملک
شورابه ملک، ایلی به مرکزیت روستای شورابه ملک(سوراوه) از توابع بخش مرکزی شهرستان ایوان در استان ایلام ایران است.
کدخدا یا بزرگ ایل از احترام و اهمیت بالایی در بین مردم برخوردار است. کدخدا جوانمیر‌ملکی‌ و پسرش کدخدا علی میر‌ ملکی کدخدا وبزرگ ایل بودند. و‌هم اکنون کدخدا روح الله ملکی  به عنوان بزرگ ایل در بین مردم شناخته میشود.

## جمعیت
این روستا در دهستان نبوت قرار دارد و براساس سرشماری مرکز آمار ایران در سال ۱۳۸۵، جمعیت آن ۱۷٨۴ نفر (٣۳۹خانوار) بوده‌است.